# Burgstall Stifterfelsen
Der Burgstall Stifterfelsen ist eine abgegangene Höhenburg (Wallburg) auf einer Bergzunge bei 410 m ü. NN über dem linken Ufer der Schwarzen Laber bei dem Ortsteil Eilsbrunn der Gemeinde Sinzing im Oberpfälzer Landkreis Regensburg in Bayern.

## Geschichte
Von der um 1060 zur Überwachung der Straße im Labertal erbauten Burg sind keine gesicherten Daten vorhanden. Im 13. Jahrhundert wurde die Wallburg zerstört.

## Beschreibung

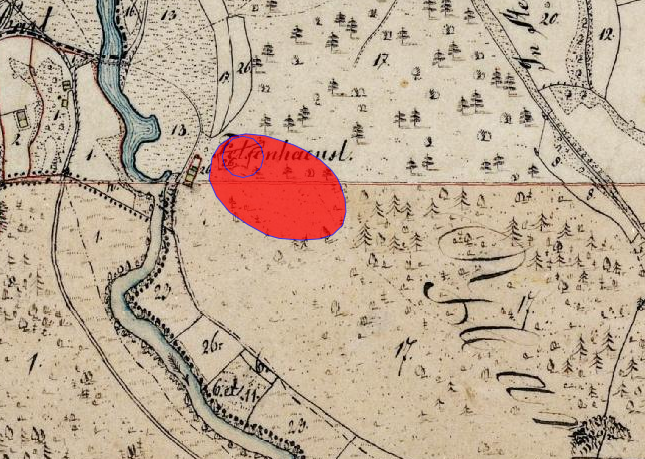
Lageplan des Burgstalls Stifterfelsen auf dem Urkataster von Bayern

Die Burganlage befand sich auf einem 70 Meter langen Burgareal mit Wallgraben im Westen. Der heutige Burgstall zeigt nur noch geringe Wall- und Grabenreste. Heute ist die Stelle als Bodendenkmal D-3-7037-0041 „Mittelalterliche Abschnittsbefestigung“ vom Bayerischen Landesamt für Denkmalpflege erfasst.